# Drop bear

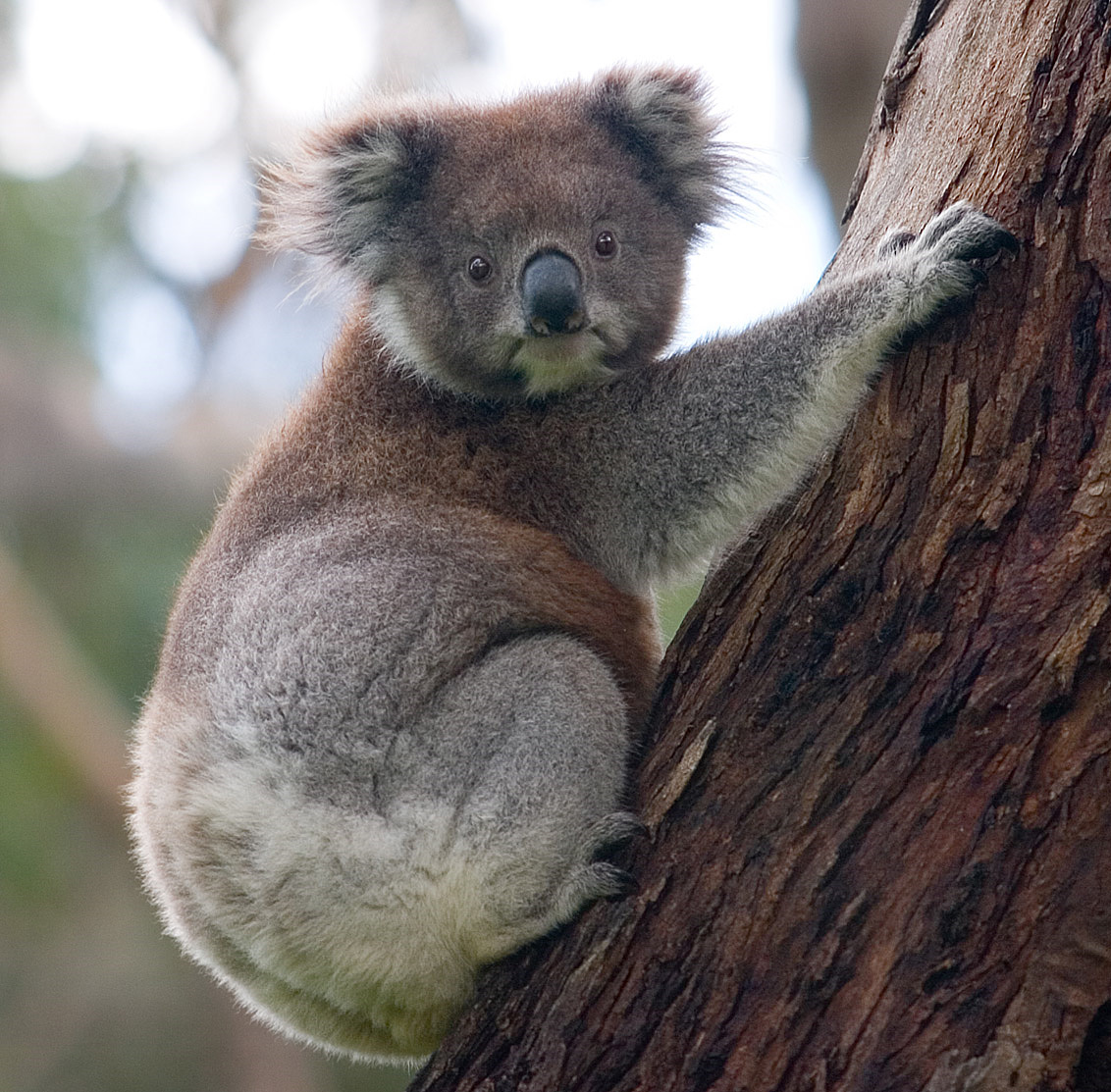
O coala (foto) é a principal inspiração para o mito do drop bear.

O drop bear (às vezes dropbear; literalmente "urso de queda" ou "urso caído") é uma farsa no folclore australiano contemporâneo apresentando uma versão predatória e carnívora do coala. Este animal imaginário é comumente mencionado em histórias fantásticas destinadas a assustar os turistas . Embora os coalas sejam herbívoros tipicamente dóceis (e não sejam ursos), os ursos caídos são descritos como marsupiais extraordinariamente grandes e cruéis que habitam as copas das árvores e atacam pessoas desavisadas (ou outras presas) que andam abaixo deles, caindo de cima sobre suas cabeças.

## Origem
A origem do mito do urso caído é desconhecida. Foi atribuído a um esboço do programa de comédia de Paul Hogan, The Paul Hogan Show, no qual coalas saltam das árvores e atacam um homem. No entanto, outros dizem que tudo começou como uma história assustadora para crianças ou como uma peça pregada a soldados que visitavam a Austrália para treinamento.
Um artigo de 1967 no Army, o jornal do Exército Australiano, menciona "um temido Drop Bear", e um artigo de 1976 sobre uma base militar refere-se às "lendas e histórias de drop bear e cobras-argolas (hoop snake) que supostamente se originaram lá". Outras primeiras aparições impressas incluem um artigo do Royal Australian Navy News em 1978 e um anúncio classificado no Canberra Times em 1982.

## Histórias e contos fantásticos
Histórias sobre ursos caídos são geralmente usadas como uma piada interna com o objetivo de assustar e confundir os estrangeiros e, ao mesmo tempo, divertir os habitantes locais, semelhantes às " criaturas temíveis " da América do Norte, como o jackalope. Os turistas são os principais alvos dessas histórias. Essas histórias são frequentemente acompanhadas de conselhos para que o ouvinte adote várias táticas destinadas a impedir ataques de ursos caídos - incluindo colocar garfos no cabelo, espalhar Vegemite ou pasta de dente atrás das orelhas ou nas axilas, urinar em si mesmo e falar inglês apenas em um idioma. Sotaque australiano.

## Popularização
O site do Museu Australiano contém uma entrada para o drop bear escrita em um tom sério, semelhante a entradas para outras espécies reais. A entrada classifica o drop bear como Thylarctos plummetus e os descreve como "um marsupial grande, arbóreo e predador, parente do coala", do tamanho de um leopardo, com pêlo laranja grosso com manchas escuras, com antebraços poderosos para escalar e atacar presas, e uma mordida feita com pré-molares largos e poderosos em vez de caninos . Especificamente, afirma que pesam 120 quilogramas e têm comprimento de 130 centímetros. A entrada irônica foi criada para a “temporada boba”. O Museu Australiano também estabeleceu uma pequena exposição no próprio museu, exibindo artefatos que afirmou "podem, ou não, estar relacionados a ursos caídos reais".
A Australian Geographic publicou um artigo em seu site em 1º de abril de 2013 ( Dia da Mentira ), alegando que os pesquisadores descobriram que os ursos-drop eram mais propensos a atacar turistas do que pessoas com sotaque australiano. O artigo foi baseado em um artigo de 2012 publicado no Australian Geographer e, apesar de fazer referência à entrada do Museu Australiano sobre ursos caídos em vários lugares, as imagens incluídas no artigo da Australian Geographic foram provenientes do Australian Geographer e não correspondiam à descrição da espécie do Museu Australiano.
A farsa do drop bear, usando um urso polar, foi referenciada com humor em um anúncio do Bundaberg Rum.
No romance do Discworld , The Last Continent, de Terry Pratchett, os ursos caídos habitam o continente de Fourecks, uma terra retratada como uma paródia da Austrália. Esta versão da história do urso caído mostra os animais com as costas bem acolchoadas para amortecer a queda.
O australiano Chris Toms e o músico neozelandês Johnny Batchelor formaram uma banda chamada "The Dropbears " em 1981.